# قلعه گل شکنان
قلعه گل شکنان مربوط به دوره صفوی است و در شهرستان اردستان، بخش زواره، دهستان سفلی، روستای گل شکنان واقع شده و این اثر در تاریخ ۲۲ آبان ۱۳۸۶ با شمارهٔ ثبت ۱۹۸۷۳ به‌عنوان یکی از آثار ملی ایران به ثبت رسیده‌است.